# بولي نيلسون
بولي جين نيلسون (بالإنجليزية: Polly Nelson)‏(مواليد 1952)، محامية وكاتبة أمريكية. اشتهرت لكونها أحد أفراد فريق الدفاع الأخير عن القاتل المتسلسل تيد بندي من عام 1986 حتى تنفيذ حكم الإعدام فيه في يناير 1989.